# Штейнберг, Яков (поэт)
Яков Ште́йнберг (ивр. יעקב שטיינברג‎ — Яаков Штейбнерг, идиш יעקב שטיינברג‎ — Янкев Штейнберг; 1887, Белая Церковь, Васильковский уезд, Киевская губерния — 1947, Тель-Авив) — еврейский поэт, прозаик, эссеист эпохи «литературы национального возрождения».

## Биография
Родился в Белой Церкви, получил традиционное образование в хедере и иешиве. В 1901 году приехал в Одессу, где был принят в кругу еврейских литераторов, собиравшихся у Х. Н. Бялика. В 1903 году уехал в Варшаву, бывшую в то время крупнейшим еврейским литературным центром, где работал в редакциях различных еврейских газет, оказавшись в кругу таких знаменитых еврейских деятелей искусства, как Ицхок-Лейбуш Перец и Давид Фришман. В 1908 году поехал в Швейцарию, желая получить медицинское образование, но не доучился и в 1909 году вернулся в Варшаву, где до 1914 года работал в редакциях еврейских периодических изданий и публиковал стихи и прозу на идише и иврите. В 1914 году его первый брак распался и он переехал в Палестину, где жил литературным трудом, публиковал стихи на иврите, занимался творческим переводом. Продолжая использовать ашкеназский вариант языка до своей смерти в 1947 году, Штейнберг был единственным писателем на иврите в подмандатной Палестине, не перешедшим на сефардское произношение. В 1921 году посетил Берлин, где познакомился с будущей женой — Лизой Арлозоровой, сестрой известного писателя и лидера сионистского движения Хаима Арлозорова.

## Творчество
Первая публикация — стихи для детей в еженедельнике «Олам катан» (1901, 1903). С 1903 года публиковал стихи в «Ха-Шиллоах» и других периодических изданиях на иврите и одновременно в издаваемой Мордхе Спектором газете на идише «Юдише фолкс-цайтунг». В Варшаве выпустил два поэтических сборника: «Бдидут» («Одиночество», 1906) и «Сефер ха-сатирот» («Книга сатир», 1910). Одновременно публиковал стихи и рассказы на идишe, которые были собраны в книгу «Гезамлте шрифтн» («Избранное», Варшава,1909). В том же году на идише была издана его пьеса «Ди мутер» (мать), в 1912—1914 годах двадцать рассказов Штейнберга были опубликованы в варшавской газете «Дер фрайнд» (идиш), наиболее известные из которых — «Ди принцесн» (принцесса), «Ди блиндэ» (слепая), «А идише тохтер» (еврейка) и «Дер ребес тохтер» (дочь ребе); состоял постоянным сотрудником этой газеты и её литературного приложения «Вохнблат». Некоторое время жил в Киеве и Берне, где учился в университете, потом вернулся в Варшаву. Здесь в 1910 году ряд его прозаических и поэтических произведений были изданы в составленных Авромом Рейзеным сборниках «Фрайе тег» (свободные дни), «Сукес» (праздник кущей), «Дос йор» (год) и «Эйропеише литератур» (европейская литература); в 1913 году в журнале «Ди идише вох» была опубликована его драма «Дер нисоен» (искушение). После переезда в Израиль из идейных соображений перестал писать на идише (за исключением 1922—1925 годов, когда он жил в Берлине и вновь публиковался на этом языке). Единственная поэма на иврите — «Маса Авшалом» («Путешествие Авессалома», 1914—1915), во многом автобиографична.
В ранних произведениях Штейнберга явно ощущается влияние Бялика и русского романтизма, в поздних прослеживаются черты русского и французского символизма. Постоянный мотив его рассказов — неутомимая страсть, подавляемая строгими запретами, часто поднимаются проблемы брака в традиционных еврейских семьях, значительны женские образы. Наиболее известные из работ — рассказы «Слепая» (1913) и «Дочь раввина» (1914).

## «Слепая»
Рассказ, написан в 1913 году на идише, в 1923 году впервые опубликован на иврите. В центре сюжета — слепая девушка из традиционной еврейской семьи, выходящая замуж за неизвестного ей мужчину. Семья врет героине о её будущем муже, описывая его как молодого вдовца и торговца табаком — на деле он оказывается пожилым могильщиком, грубым и жестоким человеком. Вскоре после рождения ребёнка девушка узнает о страшной эпидемии, бушующей в округе, а после понимает, что её ребёнок болен. Старый могильщик не обращает внимания на мольбы девушки о помощи, и ребёнок умирает.

## «Дочь раввина»
Рассказ, написан в 1914 году на идише. Главная героиня произведения — дочь раввина Сара, для которой семья выбирает подходящего жениха — владельца табачной лавки Берла. Между юношей и девушкой сразу вспыхивают бурные чувства, и они вступают в связь задолго до свадьбы. Сара пытается уговорить родителей перенести свадьбу на более ранний срок, а затем рассказывает о своем позоре бездетной крестьянке Ульяне, которая предлагает Саре прийти к ней домой днем в субботу. Сара просит Берла сопроводить её через квартал гоев к дому Ульяны, но тот под надуманным предлогом уезжает из города. Боясь идти одна через полный недружелюбных мальчишек и злых собак квартал, Ульяна решается покончить с собой.

## Жизнь в Израиле
После переезда в Палестину занялся написание эссе, посвященным Библии и Талмуду, в годы Второй мировой войны писал о тяжелой судьбе еврейского народа. Переводил на иврит произведения классиков мировой литературы. С 1942 года и до конца жизни работал в редакции органа союза ивритских писателей ишува, ежемесячного журнала «Весы».

## Избранные произведения
- «Бдидут» («Одиночество», Варшава, 1906) — сборник стихотворений
- «Ди мутер, драмэ» («Мать», драма, Варшава, 1908. — 52 с.) — пьеса на идише
- «Гезамлте шрифтн» («Избранное», два издания — Варшава: Велт Библиотек, 1908 и 1909. — 80 с.) — сборник стихотворений и рассказов, а также поэма на идише
- «Сефер ха-сатирот» («Книга сатир», Варшава, 1910) — сборник стихотворений
- «Русланд» («Россия», Варшава, 1913. — 68 с.) — поэма на идише
- «Ребес тохтер» («Дочь раввина», 1914) — рассказ на идише, переведённый впоследствии на иврит (на русском языке)
- «Маса Авшалом» («Путешествие Авессалома», 1914—1915) — поэма
- «Мот ха-зкена» («Смерть старухи», 1918) — рассказ
- «Бейн ливней ха-кесеф» («Среди серебристых берез», 1919) — рассказ
- «Мисхаким» («Игры», 1919) — рассказ
- «Ха-ца‘иф ха-адом» («Красный шарф», 1919) — рассказ
- «Ха-‘иверет» («Слепая», 1913, идиш, в сборнике 1923 — на иврите) — рассказ (на русском языке)
- «Ин а фарворфн винкл» («В заброшенном углу», Берлин: Клал Фарлаг, 1922. — 31 с.) — рассказ на идише
- «Баштанес» («Бахчи», Берлин: Клал Фарлаг, 1922. — 58 с.) — рассказ на идише